# مقاطعة كينغز (كاليفورنيا)
مقاطعة كينغز (بالإنجليزية: Kings County)‏ هي إحدى مقاطعات ولاية كاليفورنيا في الولايات المتحدة الأمريكية.